# Optymalizacja współczynnika konwersji

Sprzedawca chce zoptymalizować współczynnik konwersji od „zobaczenia reklamy” do „kliknięcia reklamy”, a także współczynnik konwersji z „kliknięcia reklamy” do „kupił produkt”.

Optymalizacja współczynnika konwersji (ang. Conversion rate optimization (CRO)) to proces zwiększania odsetka użytkowników lub odwiedzających witrynę do podjęcia pożądanej akcji (takiej jak zakup produktu lub pozostawienie danych kontaktowych).

## Historia
Optymalizacja współczynnika konwersji online (lub optymalizacja witryny) narodziła się z potrzeby marketerów e-commerce, aby poprawić wydajność swojej witryny. W następstwie bańki dot-com, firmy technologiczne zaczęły być bardziej świadome swoich wydatków, inwestując więcej w analitykę witryny. Po pęknięciu bańki, gdy tworzenie stron internetowych stało się bardziej dostępne, powstało mnóstwo stron o złym doświadczeniu użytkownika. Wraz z rozwojem konkurencji w sieci na początku XXI wieku, udostępnieniem narzędzi do analizy witryn i wzrostem świadomości na temat użyteczności witryny, marketerzy internetowi zostali zachęceni do opracowania danych mierzalnych dla ich taktyk i poprawy komfortu korzystania z witryny.
W 2004 roku nowe narzędzia umożliwiły marketerom internetowym eksperymentowanie z projektowaniem witryn i odmianami treści w celu określenia, które układy, kopiowanie tekstu, ofert i obrazów są najskuteczniejsze. Testowanie stało się bardziej dostępne i znane. Ta forma optymalizacji przyspieszyła w 2007 r. wraz z wprowadzeniem bezpłatnego narzędzia Google Website Optimizer. Dziś optymalizacja i konwersja to kluczowe aspekty wielu kampanii marketingu cyfrowego. Dla przykładu, badanie przeprowadzone wśród marketerów internetowych w 2017 r. wykazało, że 50% respondentów uważa, że CRO jest „kluczowe dla ich ogólnej strategii marketingu cyfrowego”.
Optymalizacja współczynnika konwersji łączy wiele zasad z marketingiem reakcji bezpośredniej – podejściem marketingowym, które kładzie nacisk na śledzenie, testowanie i ciągłe doskonalenie. Marketing bezpośredni został spopularyzowany na początku XX wieku i wspierany przez tworzenie grup branżowych, takich jak Direct Marketing Association, które powstało w 1917 roku, a później nazwano Data & Marketing Association i zostało przejęte przez Association of National Advertisers w dniu 31 maja 2018 r.
Podobnie jak współczesna optymalizacja współczynnika konwersji, marketerzy odpowiedzi bezpośredniej stosują również testy podziału A/B, śledzenie odpowiedzi i testowanie odbiorców w celu optymalizacji kampanii pocztowych, radiowych i drukowanych.

## Metodologia
Optymalizacja współczynnika konwersji ma na celu zwiększenie odsetka odwiedzających witrynę, którzy podejmują określone działania (często przesyłając formularz internetowy, dokonując zakupu, rejestrując się na wersję próbną itp.) poprzez metodyczne testowanie alternatywnych wersji strony lub procesu.  W ten sposób firmy mogą generować więcej potencjalnych klientów lub sprzedaży bez inwestowania większych pieniędzy w ruch w witrynie, zwiększając w ten sposób zwrot z inwestycji w marketing i ogólną rentowność.
Istotność statystyczna pomaga zrozumieć, że wynik testu nie jest osiągany jedynie na podstawie przypadku.
Istnieje kilka podejść do optymalizacji konwersji, przy czym w ciągu ostatnich kilku lat dominowały dwie główne szkoły myślenia. Jedna szkoła jest bardziej skoncentrowana na testowaniu, aby odkryć najlepszy sposób na zwiększenie współczynników konwersji witryny, kampanii lub strony docelowej. Druga szkoła koncentruje się na etapie wstępnego testowania procesu optymalizacji. W tym drugim podejściu firma zajmująca się optymalizacją zainwestuje znaczną ilość czasu w zrozumienie odbiorców, a następnie stworzenie ukierunkowanej wiadomości, która przemawia do tej konkretnej grupy odbiorców. Tylko wtedy byłby skłonny wdrożyć mechanizmy testowe w celu zwiększenia współczynników konwersji.

## Obliczanie współczynnika konwersji
Współczynnik konwersji definiuje się jako odsetek użytkowników, którzy osiągnęli cel, określony przez właściciela witryny. Jest obliczana jako łączna liczba konwersji podzielona przez całkowitą liczbę osób, które odwiedziły Twoją witrynę.
{\displaystyle {\text{Współczynnik konwersji}}={\frac {\text{Konwersje}}{\text{Liczba odwiedzających}}}}
Na przykład: Twoją witrynę odwiedza 100 osób dziennie, a 15 osób zapisuje się na Twój biuletyn e-mailowy (twoja wybrana konwersja do pomiaru). Twój współczynnik konwersji wyniósłby 15% na ten dzień.